# Muchinje/Mabele
Muchinje/Mabele is een dorp in het district North-West in Botswana. De plaats telt 773 inwoners (2011).